# モントネーロス
モントネーロス（Montoneros）は、アルゼンチンの都市ゲリラ。キューバ革命の影響を受けたペロニスタ過激派の武装組織である。
1969年結成。軍隊同様の組織編制と機能を持ち4000人の戦闘員（徹底的な訓練を受け組織が滅んでも戦闘能力を保持できるようになっていた）と20000人の周辺協力員がいた。農村地帯から都市へ襲撃をはじめ翌年、元大統領ペドロ・エウヘニオ・アランブルを誘拐、殺害して国内に衝撃を与えた。警察署や銀行、外国企業オフィスを襲撃し労働組合幹部、軍人、企業家を誘拐、または暗殺した。1973年にフアン・ペロンが大統領に復帰してもテロを続けたため彼から非難され非合法組織の烙印を押された。同年にペロンが亡くなり妻のイザベル・ペロンが大統領に昇格するとテロ組織の取り締まりを強化したが逆にテロをエスカレートさせていった。そのため1976年にホルヘ・ラファエル・ビデラ政権によって徹底的に弾圧され壊滅状態に追い込まれた。